# 구강기
프로이트의 정신분석학에서 구강기(Oral Stage)는 성심리 발전의 첫 단계를 의미하며 이 시기의 주요 성감대는 입이다. 출생부터 대략 생후 21개월까지의 시기를 일컫지만 어머니가 속한 사회의 자녀 양육 방식 태도에 따라 달라질 수 있다. 이시기의 과도하거나 불안정한 경험은 애착행동 또는 의존성과 관련된 성격을 형성할 수 있다. 

## 같이 보기
- 항문기
- 남근기
- 잠재기
- 성욕기
- 성심리 발전